# Guiglielmo Grasso
Guiglielmo Grasso, bijgenaamd Guiglielmo de Dikke was een Genuese admiraal die in dienst was bij Keizer Hendrik VI voor diens verovering van het Koninkrijk Sicilië. In 1197 werd hij benoemd tot tweede Graaf van Malta. Het jaar daarop ging hij in dienst bij Paus Innocentius IV. Omstreeks 1202 werd hij door de seneschalk Markward von Anweiler gevangengenomen, na diens dood werd hij in vrijheid gesteld. Zijn schoonzoon Enrico Pescatore volgde hem op als Graaf van Malta.